# Die wahre Religion
Die wahre Religion (DWR) war ein 2005 von Ibrahim Abou-Nagie gestartetes deutschsprachiges, islamistisches Internetportal. Zeitweise war es offline, dann aber bis zum Vereinsverbot im November 2016 wieder zugänglich.
Im Dezember 2016 konnte die Organisation bei Facebook mehr als 165.000 Gefällt-mir-Angaben verzeichnen.
Die wahre Religion nutzte Infostände, um Interessierte zu radikalisieren und für die Terrormiliz Islamischer Staat (IS) zu werben. Von 140 Menschen ist bekannt, dass sie nach Teilnahme an Lies!-Aktionen nach Syrien oder in den Irak reisten, um sich der Terrormiliz anzuschließen.
Am 15. November 2016 wurde der Verein Die wahre Religion alias Stiftung Lies vom Bundesministerium des Innern nach dem Vereinsgesetz verboten, da der Verein sich „gegen die verfassungsmäßige Ordnung sowie gegen den Gedanken der Völkerverständigung“ richte.